# Camellia cylindracea
Camellia cylindracea är en tvåhjärtbladig växtart som beskrevs av T.L. Ming. Camellia cylindracea ingår i släktet Camellia och familjen Theaceae. Inga underarter finns listade i Catalogue of Life.